# Sumatra Setentrional
Sumatra Setentrional ou Samatra Setentrional (Sumatera Utara, em indonésio) é uma província da Indonésia localizada na ilha e Sumatra. Sua capital é Medan.
A província é banhada pelo oceano Índico a oeste e pelo estreito de Malaca a leste. As ilhas de Nias, Tanah Bala, Tanah Masa e Pini, no Índico, integram a província.